# 21400 Ahdout
21400 Ahdout este un asteroid din centura principală de asteroizi.

## Descriere
21400 Ahdout este un asteroid din centura principală de asteroizi. A fost descoperit pe 20 martie 1998 la Socorro, New Mexico, în cadrul proiectului LINEAR. Asteroidul prezintă o orbită caracterizată de o semiaxă mare de 2,31 ua, o excentricitate de 0,20 și o înclinație de 3,6° în raport cu ecliptica.